# Ofensiva turca en el noreste de Siria de 2019
La ofensiva turca en el norte de Siria de 2019, llamada oficialmente por el gobierno turco Operación Manantial de la Paz (en turco: Barış Pınarı Harekâtı; en árabe: عملية نبع السلام), fue un conflicto armado que se desarrolló en la frontera turco-siria entre las Fuerzas Armadas de Turquía (TKS) y el Ejército Nacional Sirio (SNA) contra las Fuerzas Democráticas Sirias (SDF) y más tarde el Ejército Árabe Sirio (SAA) en el norte de Siria.
El 6 de octubre de 2019, la administración del presidente Donald Trump ordenó a las tropas estadounidenses que se retiraran del norte de Siria, donde Estados Unidos había estado apoyando a sus aliados kurdos.
La operación militar comenzó el 9 de octubre de 2019 cuando la Fuerza Aérea Turca lanzó ataques aéreos en ciudades fronterizas. El conflicto provocó el desplazamiento de más de 300.000 personas y provocó la muerte de más de 70 civiles en Siria y 20 civiles en Turquía. También se han reportado violaciones de derechos humanos. Amnistía Internacional afirmó que había reunido pruebas de crímenes de guerra y otras violaciones cometidas por Turquía y las fuerzas sirias respaldadas por Turquía que, según se dice, «han mostrado un vergonzoso desprecio por la vida civil, cometiendo graves violaciones y crímenes de guerra, incluidos asesinatos sumarios y ataques ilegales que han matado y herido a civiles».
Según el presidente turco, Recep Tayyip Erdoğan, la operación tenía como objetivo expulsar a las SDF, designada como organización terrorista por Turquía «debido a sus vínculos con el Partido de los Trabajadores del Kurdistán (PKK)», pero considerada un aliado contra el Estado Islámico (ISIS) por la Fuerza de Operación Conjunta Combinada Operación Resolución Inherente desde la región fronteriza, así como para crear una «zona segura» de 30 km de profundidad en el norte de Siria, donde se reasentarían algunos de los 3,6 millones de refugiados sirios en Turquía. Dado que la zona de asentamiento propuesta es fuertemente kurda desde el punto de vista demográfico, esta intención ha sido criticada como un intento de limpieza étnica, una crítica rechazada por el gobierno turco que afirmó que tenía la intención de «corregir» la demografía que alega ha sido cambiada por las SDF.
La operación turca recibió respuestas mixtas de la comunidad internacional, incluidas condenas y apoyo a la operación para el asentamiento de refugiados en el norte de Siria. Aunque originalmente reconoció el «derecho de Turquía a defenderse», el 15 de octubre Rusia endureció su posición contra la operación y desplegó tropas.
Diez naciones europeas y Canadá impusieron un embargo de armas a Turquía, mientras que Estados Unidos impuso sanciones a los ministerios turcos y altos funcionarios del gobierno en respuesta a la ofensiva en Siria. Asimismo, la repentina retirada de Trump de las fuerzas estadounidenses en Siria también fue criticada por muchos, incluido el ex personal militar estadounidense, como una «grave traición a los kurdos», así como un «golpe catastrófico para la credibilidad de Estados Unidos como aliado y la posición de Washington en el mundo», con un periodista afirmando que «este es uno de los peores desastres de la política exterior de Estados Unidos desde la guerra de Irak». El 19 de noviembre, el inspector general del Defensa de EE. UU. publicó un informe que concluía que la retirada estadounidense y la subsiguiente incursión turca permitieron al ISIL «reconstituir capacidades y recursos dentro de Siria y fortalecer su capacidad para planificar ataques en el extranjero».
El gobierno sirio inicialmente criticó a las SDF por la ofensiva turca, acusándolas de separatismo y no reconciliarse con el gobierno, mientras que al mismo tiempo también condenó la invasión extranjera del territorio sirio.
Sin embargo, unos días después, las SDF llegaron a un acuerdo con el gobierno sirio, en el que permitiría al ejército sirio entrar en las ciudades de Manbij y Kobanî controladas por las SDF en un intento de defender las ciudades de la ofensiva turca. Poco después, la emisora estatal siria SANA anunció que las tropas del ejército sirio habían comenzado a desplegarse en el norte del país. Turquía y el SNA lanzaron una ofensiva para capturar Manbij el mismo día.
El 17 de octubre de 2019, el vicepresidente de EE. UU., Mike Pence, anunció que EE. UU. y Turquía acordaron un acuerdo en el que Turquía acordaría un alto el fuego de cinco días en Siria a cambio de una retirada completa de las SDF de sus posiciones en la frontera de Siria-Turquía. El 22 de octubre de 2019, el presidente ruso Vladímir Putin y el presidente turco Recep Tayyip Erdoğan llegaron a un acuerdo para extender el alto el fuego en 150 horas adicionales si las SDF se alejaban 30 kilómetros de la frontera, así como de Tal Rifaat y Manbij. Los términos del acuerdo también incluían patrullas conjuntas ruso-turcas a 10 kilómetros de Siria desde la frontera, excepto en la ciudad de Qamishli. El nuevo alto el fuego comenzó a las 12 p. m. hora local del 23 de octubre. El área capturada sigue siendo parte de la ocupación turca del norte de Siria.

## Trasfondo

### Motivos turcos
Turquía se ha quejado de una supuesta presencia de fuerzas relacionadas con el PKK en su frontera sur desde 2012, cuando aparecieron los primeros focos de las YPG durante la Guerra Civil Siria. Tras el asedio de Kobanî de 2014 y la expansión de las fuerzas y la administración de las YPG / SDF, el gobierno de Erdogan consideró la fuerza como una amenaza para la seguridad nacional. El proceso de paz 2013-2015 colapsó en julio de 2015, lo que resultó en una guerra total entre el PKK y las fuerzas turcas. Al igual que otras regiones del sureste de Turquía, las regiones al norte de la frontera con Siria han sufrido numerosas muertes relacionadas con el PKK. Según Crisis Group, el análisis del número de muertos basado en el gobierno de Turquía y las publicaciones de los medios de comunicación turcos, las regiones fronterizas al norte de las áreas controladas por las SDF solo tenían 8 fuerzas de seguridad turcas y 5 civiles muertos en violencias relacionadas con el PKK en 2018 y 2019 antes de la ofensiva. La región de Şırnak, al norte de Siria e Irak, tuvo 26 fuerzas de seguridad y 6 civiles muertos durante el mismo período. Crisis Group no especifica si las muertes «relacionadas con el PKK» están relacionadas con las YPG y las SDF de Siria, o con Turquía o el PKK iraquí.
El reciente aumento de la tasa de desempleo y la colaboración electoral de los partidos de oposición llevaron a importantes derrotas del AKP en las elecciones a la alcaldía de Estambul de 2019, lo que indica dificultades para el partido líder. Se sabe que las operaciones militares impulsan el nacionalismo y la popularidad del ejecutivo de Turquía. También se ve como una forma eficaz de romper las alianzas de oposición, entre representantes pro-kurdos y pro-paz criminalizados activamente por el gobierno, y otros partidos de oposición que enfrentan el dilema de traicionar la alianza política informal para mostrar el patriotismo popular. Además, otro impulsor de la operación turca en Siria es la política interna que involucra a los 3,6 millones de refugiados sirios que residen en Turquía, el mayor número de refugiados acogidos por cualquier país, lo que ha provocado una creciente insatisfacción pública y, por lo tanto, apoyo y presión públicos para la intervención. El sentimiento negativo contra los refugiados entre el electorado turco permite que Erdogan y su AKP se beneficien de trasladar a los refugiados de regreso a Siria. Según el análisis de Crisis Group, esta estrategia política le ha costado al AKP la mitad de los apoyos conservadores kurdos desde 2015.

### Rechazo inmediato del contexto
Turquía y Estados Unidos llegaron a un acuerdo en agosto de 2019 después de meses de amenazas turcas de invadir unilateralmente el norte de Siria. Estados Unidos vio a las Fuerzas Democráticas Sirias como uno de sus aliados clave en la intervención militar contra ISIL en Siria, mientras que Turquía vio al grupo como una extensión del Partido de los Trabajadores del Kurdistán (PKK), al que considera un grupo terrorista. El acuerdo estableció la Zona de Amortiguamiento del Norte de Siria, que tenía como objetivo reducir las tensiones abordando las preocupaciones de seguridad de Turquía con monitoreo y patrullas conjuntas, al tiempo que permitía que la NES mantuviera el control sobre las áreas que tenía bajo su control en ese momento. El acuerdo fue recibido favorablemente por los EE. UU. Y las SDF, pero Turquía en general no estaba satisfecha con él. La insatisfacción de Turquía llevó a numerosos esfuerzos turcos para expandir el área cubierta por la zona de amortiguamiento, asegurar el control turco sobre partes de ella o reubicar a millones de refugiados en la zona, y todos estos esfuerzos fracasaron ante la firme resistencia de las SDF y la ambivalencia estadounidense.
A pesar del inicio oficial de las patrullas terrestres entre Estados Unidos y Turquía, el desmantelamiento de las fortificaciones de las SDF y la retirada de las unidades de las YPG de partes de la zona de amortiguación, las tensiones continuaron aumentando a medida que Turquía impuso aún más demandas a las SDF, todo lo cual las SDF negaron. , ya que sentían que habían aceptado un duro compromiso al permitir que las tropas turcas participaran en patrullas conjuntas con sus homólogos estadounidenses en el norte de Siria. La insatisfacción de Turquía con el statu quo del acuerdo se convirtió en abierta hostilidad, con el presidente turco planteando abiertamente un ultimátum contra las SDF. El grupo ignoró el ultimátum y Turquía declaró que su «fecha límite» había expirado a principios de octubre de ese mismo año.

## Antesala
Los preparativos para la ofensiva comenzaron en julio de 2019 y la preparación final en octubre, comenzando con la retirada de las fuerzas estadounidenses de las posiciones cercanas a la frontera turca, después de que el presidente turco Recep Tayyip Erdoğan tuviera una llamada telefónica con el presidente de Estados Unidos, Donald Trump, sobre los planes para una operación militar contra las áreas controladas por las SDF al este del río Éufrates. Si bien el gobierno de EE. UU. declaró que no apoyaba la ofensiva liderada por Turquía, la Casa Blanca también anunció el 6 de octubre de 2019 que no interferiría y que retiraría a todo el personal en el área para evitar una posible amenaza para el país. El Secretario de Estado de los EE. UU., Mike Pompeo, negó que esto equivaliera a dar a las fuerzas turcas una «luz verde» para atacar a las SDF, mientras que un portavoz de las SDF calificó la retirada de Estados Unidos como una traición. Los EE. UU. también cortaron la ayuda a las SDF para no armarlos contra un aliado de la OTAN.
El 8 de octubre de 2019, según los informes, el ejército turco bombardeó un convoy de vehículos armados que se dirigían desde Irak a Siria con destino a las SDF. Sin embargo, las SDF no tomaron represalias y no se informaron víctimas como resultado del ataque aéreo. El mismo día, las fuerzas especiales rusas abrieron un cruce en el río Éufrates entre las áreas controladas por el gobierno sirio y las SDF en la gobernación de Deir ez-Zor. Mientras las SDF declararon que el ejército sirio se estaba preparando para ingresar a la ciudad de Manbij en el noreste de Alepo, el gobierno sirio respondió diciendo que la concentración del ejército sirio cerca de la zona se estaba haciendo para evitar que el ejército turco ingresara a la ciudad. El mismo día, las fuerzas turcas bombardearon Ras al-Ayn y dispararon ametralladoras en las cercanías de la ciudad.

## Cronograma de la operación

### 9 de octubre de 2019
La operación comenzó el 9 de octubre de 2019, con ataques aéreos turcos y obuses dirigidos a las ciudades controladas por las SDF de Tal Abiad, Ras al-Ayn, donde se informó que miles de personas habían huido de la ciudad, Ayn Issa y Qamishli. El inicio de la incursión fue simbólico, ya que fue el 21.º aniversario de la expulsión del líder del PKK, Abdullah Öcalan, de Siria en 1998 por parte del gobierno de Háfez al-Ásad.
En respuesta al bombardeo transfronterizo, el portavoz de las SDF declaró que Turquía tenía como objetivo a civiles. Posteriormente se lanzaron seis cohetes contra la ciudad turca de Nísibis como respuesta de las YPG y, según los informes, dos alcanzaron la ciudad turca de Ceylanpınar. Las SDF también anunciaron en respuesta al inicio de la operación turca que detendrían las operaciones anti-ISIL, y que dos civiles habían sido asesinados. En respuesta a los ataques aéreos, las SDF han pedido a Estados Unidos que establezca una zona de exclusión aérea sobre el norte de Siria.
Durante el día, bajo la presión de los congresistas y la opinión pública, Trump envió una carta a Erdogan proponiendo hacer un trato, de lo contrario destruiría la economía turca. Erdogan se sintió ofendido por la carta y, según los informes, la tiró a la basura. La Casa Blanca dio a conocer la carta a la prensa el 16 de octubre, recibiendo amplias burlas.

#### Ofensiva terrestre
Al final del día, el ejército turco anunció que la fase terrestre de la operación había comenzado desde tres puntos, incluido Tal Abiad.

### 10 de octubre de 2019
Antes del amanecer de la mañana del 10 de octubre de 2019, el ejército turco comenzó oficialmente la ofensiva terrestre contra las SDF; También anunciaron que habían alcanzado 181 objetivos en el norte de Siria, y 14.000 rebeldes respaldados por Turquía, incluido el grupo rebelde Ahrar al-Sharqiya,  División Sultan Murad y División Hamza, también están participando en la ofensiva. Según un artículo de investigación publicado en octubre por el grupo de expertos turco progubernamental SETA, «de las 28 facciones [en el Ejército Nacional Sirio, 21 fueron previamente apoyados por Estados Unidos, tres de ellos a través del programa del Pentágono para combatir al DAESH. Dieciocho de estas facciones fueron suministradas por la CIA a través de la Sala de Operaciones del MOM en Turquía, una sala de operaciones de inteligencia conjunta de los "Amigos de Siria" para apoyar a la oposición armada. Catorce facciones de las 28 también fueron receptoras de los misiles guiados antitanque TOW suministrados por Estados Unidos».
Las SDF dijeron que repelieron un avance turco en Tell Abyad. Más tarde durante el día, se informó que estallaron enfrentamientos entre las SDF y las fuerzas alineadas con Turquía cerca de Al-Bab. Las fuerzas lideradas por Turquía avanzaron alrededor del área de Tell Abyad y capturaron las aldeas de Tabatin y Al-Mushrifah. Al anochecer, las Fuerzas Armadas de Turquía declararon el control de 11 aldeas. Mientras continuaban los combates alrededor de Tell Abyad, el Ejército Nacional Sirio anunció que había capturado las aldeas de Mishrifah, Al-Hawi, Barzan, Haj Ali y una granja al este de la ciudad. Durante los ataques aéreos turcos durante los combates, las SDF declararon que la fuerza aérea turca golpeó una prisión que contenía a combatientes de ISIL capturados.
Los medios de comunicación turcos informaron a última hora de la noche que 174 combatientes de las SDF fueron asesinados, heridos o capturados.
El presidente turco, Recep Tayyip Erdoğan, declaró ese día que 109 combatientes de las SDF habían muerto en la operación, así como un número no especificado de combatientes heridos y capturados. En un discurso a los legisladores del AKP de Erdogan , el presidente turco también amenazó con inundar Europa con 3,6 millones de refugiados si las naciones europeas continuaban criticando la operación militar, en particular si la calificaban de invasión.
70.000 personas huyeron de las ciudades fronterizas de las SDF tras el bombardeo turco.
Según el Ministerio de Defensa Nacional de Turquía, un soldado turco fue asesinado por las YPG.

### 11 de octubre de 2019
Dos periodistas resultaron heridos en Nísibis, cuando el edificio desde el que estaban filmando fue atacado desde Qamishli al otro lado de la frontera por combatientes de las SDF. El incidente fue transmitido en vivo por los canales de televisión turcos, según fuentes turcas.
Tres civiles murieron en Suruç por los bombardeos de las SDF. En respuesta al ataque, Turquía bombardeó posiciones de las YPG en Kobane, al otro lado de la frontera de Suruç. Ocho civiles más murieron más tarde en el día en Nusaybin y 35 resultaron heridos por el ataque de mortero de las SDF, elevando el total de civiles muertos por los bombardeos de las SDF en Turquía a 18, según fuentes turcas.
Siete civiles murieron en Siria por las fuerzas turcas en el área de Tal Abyad, incluidos tres muertos por francotiradores turcos según SOHR.
Según el Ministerio de Defensa Nacional de Turquía, un total de 399 combatientes de las SDF fueron asesinados, capturados o heridos desde el inicio de la operación militar turca.
El Ejército Nacional Sirio declaró haber tomado la aldea de Halawa, que está al sureste de Tell Abyad. TAF y SNA anunciaron la captura de Tell Halaf más tarde ese día y publicaron un video desde el interior de la ciudad.
En la ciudad de Qamishli, un presunto coche bomba de ISIL mató a cinco civiles, mientras que un ataque de artillería turca golpeó una prisión cercana, y cinco presuntos miembros de ISIL, previamente detenidos bajo la custodia de las SDF, escaparon según las SDF.
En la ciudad de Kobanî, el área inmediatamente alrededor de una base de las fuerzas especiales de EE. UU., experimentó un intenso bombardeo de artillería turca; las tropas estadounidenses no tomaron represalias, sino que se retiraron después de que terminó el bombardeo. Turquía respondió negando que apuntó a la base de EE. UU.. En lugar de eso, afirmó que había disparado contra las posiciones de las SDF. El Pentágono también expresó su preocupación de que el ejército turco «puso entre corchetes» deliberadamente a las fuerzas estadounidenses estacionadas en Kobanî con fuego de artillería. Según el ministro de Defensa turco, el ataque de mortero contra la ciudad de Suruç más temprano en el día fue deliberadamente lanzado a 1000 metros de la base estadounidense en Kobanî por las SDF para evitar represalias turcas y el ataque fue en respuesta.
La BBC informó que 100.000 personas han huido de sus hogares en el norte de Siria. La Media Luna Roja Kurda (Heyva Sor) dijo que hasta el momento se han confirmado 11 muertes de civiles. El ejército de Turquía confirmó la muerte de un soldado y dijo que otros tres habían resultado heridos.
El Ministerio de Defensa Nacional de Turquía anunció que las YPG habían matado a tres soldados más, dos de los cuales murieron en un ataque con mortero contra una base militar turca en una parte de Siria ocupada por Turquía. Esto elevó a cuatro el número total de soldados turcos muertos en la operación. El SOHR informó que el número real de soldados turcos muertos en la operación fue de seis.
Más tarde en el día, el SOHR informó que al menos 12 guardias fronterizos turcos murieron o resultaron heridos en un enfrentamiento con las SDF en Kobanî.

### 12 de octubre de 2019
Las Fuerzas Armadas de Turquía y el Ejército Nacional Sirio dijeron que llegaron a la autopista M4, a 32 kilómetros (20 millas) de profundidad en territorio sirio y cortaron efectivamente la línea de suministro entre Manbij y Qamishli. SNA también dijo que capturaron 18 pueblos cerca de la autopista M4 en el este de Raqqah.
El ministro del Interior turco, Süleyman Soylu, anunció que las SDF habían disparado casi 300 obuses de mortero en la provincia de Mardin desde el inicio de la operación.
Alrededor de las 12:00 (UTC+03:00), TAF y SNA declararon que habían capturado Ras al-Ayn, pero las SDF negaron que Turquía hubiera tomado el control de la ciudad.
Miembros de la milicia islamista Ahrar al-Sharqiya respaldados por Turquía ejecutaron a Hevrin Khalaf , secretario general del Partido Siria del Futuro. Nueve civiles, incluido Khalaf, fueron ejecutados por los combatientes de Ahrar al-Sharqiya en un control de carretera en la autopista M4 al sur de Tal Abyad. La fuente de noticias turca Yeni Safak informó que Khalaf fue «neutralizado» en una «operación exitosa» contra un político afiliado a una organización «terrorista». Su ejecución fue ampliamente descrita por fuentes occidentales como un crimen de guerra según el derecho internacional público. Un portavoz de Ahrar al-Sharqiyamientras tanto anunció que fue asesinada por ser «agente de la inteligencia estadounidense».
Un video de Bellingcat rastrea sólidamente los asesinatos hasta los rebeldes respaldados por Turquía Ahrar al-Sharqiya.

### 13 de octubre de 2019
Las Fuerzas Armadas de Turquía y el Ejército Nacional Sirio anunciaron la captura de la ciudad de Suluk, ubicada en el distrito de Tell Abyad , a primera hora de la mañana. El SOHR confirmó que las fuerzas turcas y el SNA habían tomado el control total de Suluk y que se acercaban los enfrentamientos hacia Ayn Issa. El SOHR también informó que las fuerzas pro-turcas habían atacado una ambulancia en el área de Tell Abyad que sigue desaparecida.
El SOHR también informó que las SDF pudieron recuperar casi todo el control sobre la disputada ciudad de Ras al-Ayn después de un contraataque.

#### Tell Abyad capturado y la autopista M4 cortada por Turquía y SNA
Las Fuerzas Armadas de Turquía y el Ejército Nacional Sirio anunciaron por la tarde que habían capturado el centro de Tell Abyad. Las Fuerzas Armadas de Turquía y el Ejército Nacional Sirio capturaron por completo Tall Abyad a última hora de la tarde, según el SOHR. Las Fuerzas Armadas de Turquía y el Ejército Nacional Sirio también cortaron la autopista M4 según SOHR. Fuentes turcas también informaron que el bombardeo de las SDF hacia Jarablus había matado a 2 civiles sirios.
Ante el avance de las fuerzas pro-turcas en Ayn Issa, las Fuerzas de Autodefensa declararon que 785 personas vinculadas al EIIL habían escapado de un campo de detención en la zona, las Fuerzas de Autodefensa también declararon que los fugados recibieron ayuda de las fuerzas pro-turcas y de los ataques aéreos turcos. Por el contrario, Turquía declaró que las SDF liberaron a los prisioneros de ISIL en la prisión de Tell Abyad antes de la llegada de las fuerzas turcas. Esta declaración fue apoyada por el presidente de Estados Unidos, Donald Trump, pero con la oposición de altos funcionarios estadounidenses que afirmaron que las fuerzas del Ejército Sirio Libre (ELS) respaldadas por Turquía eran las que liberaban a los prisioneros de ISIL.
El secretario de Defensa de Estados Unidos, Mark Esper, dijo que Estados Unidos planeaba evacuar a los 1.000 soldados restantes del norte de Siria.
EE. UU. también informó a las SDF de su intención de retirarse de las bases militares en Manbij y Kobanî y ya había sido evacuado de Ayn Issa según SOHR y The Washington Post.

#### Acuerdo entre el gobierno sirio y las SDF
Poco después de la captura de Tall Abyad por Turquía y SNA, se llegó a un acuerdo entre el gobierno sirio y las SDF por el cual se permitiría al ejército sirio ingresar a las ciudades de Kobanî y Manbij para disuadir una posible ofensiva militar turca en esas áreas.
Más tarde, un asesor del líder del AKP Recep Tayyip Erdoğan, Yasin Aktay, dijo que podría haber un conflicto entre los dos ejércitos si el gobierno sirio intenta ingresar al noreste de Siria.
El comandante en jefe de las SDF, Mazloum Abdi, dijo que estaba dispuesto a aliarse con el gobierno sirio para salvar a la población kurda en el norte de Siria de lo que llamó un genocidio.

## Fin de la operación
El 17 de octubre el vicepresidente de Estados Unidos Mike Pence y el presidente turco Erdoğan acordaron una tregua de 120 horas condicionada a retirada de las YPG y FDS en una franja de 32 km de la frontera de Siria con Turquía. Las YPG-FDS respetaron el cese al fuego y el 21 de octubre anunciaron haberse retirado de la franja entre Tal Abiad y Ral al Ayn. El 22 de octubre, Erdoğan acordó con el presidente ruso Vladímir Putin la prolongación de la tregua por 150 horas más para el retiro de las YPG-FDS de la franja de 32 km en el área entre Tal Rifaat y Manbiy así como realizar patrullas conjuntas ruso-turcas en las zonas en que el despliegue del ejército sirio esté colindando con las tropas turcas, que no continuarán avanzando al final de la tregua al cumplirse la retirada de YPG-FDS.
El 24 de octubre tropas de Turquía y del ENS atacaron los poblados de Kozalieh y Tal Alin, cerca de Tal Tamer, pero fueron enfrentadas y repelidas por el ejército sirio. Los turcos también atacaron las aldeas de Assadiyeh, Mishrafa y Manajer, al este de Ras al-Ayn, donde combatieron con unidades de las YPG-FDS.

## Consecuencias
La ofensiva iniciada por las fuerzas turcas el 9 de octubre derivó en una crisis de desplazamiento que amenazó con forzar a 300.000 personas a abandonar sus hogares en las principales localidades de Hasaka y Raqqa. Más de 2.000 llegaron a la frontera con Irak e incluso cruzaron a territorio iraquí.
Según  la ONG Save the Children, en esta región habitan cerca de seis millones de civiles, de los cuales más de 1,6 millones necesitan asistencia humanitaria y 650.000 son desplazados de otras regiones sirias.